# لودویگ درامز
لودویگ درامز (به انگلیسی: Ludwig Drums) یک تولیدکننده تجهیزات موسیقی در ایالات متحده آمریکا است که بر سازهای کوبه‌ای متمرکز است. این نام تجاری در دهه ۱۹۶۰ به دلیل استفاده و تأیید درامر بیتلز، رینگو استار به محبوبیت قابل توجهی دست یافت. لودویگ درامز از شرکت‌های تابعه کان-سلمر است.
محصولات تولید شده توسط لودویگ شامل تیمپانی، درام و سخت‌افزار درام می‌باشد. این شرکت همچنین سازهای کوبه‌ای صفحه کلید مانند، مثل ماریمبا، ویبرافون و زیلوفون را از طریق برند لودویگ-ماسر می‌سازد.

## نگارخانه

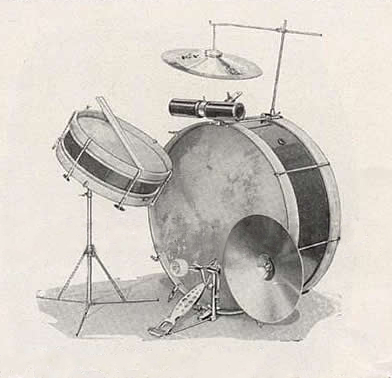
درام لودویگ در سال ۱۹۱۸.
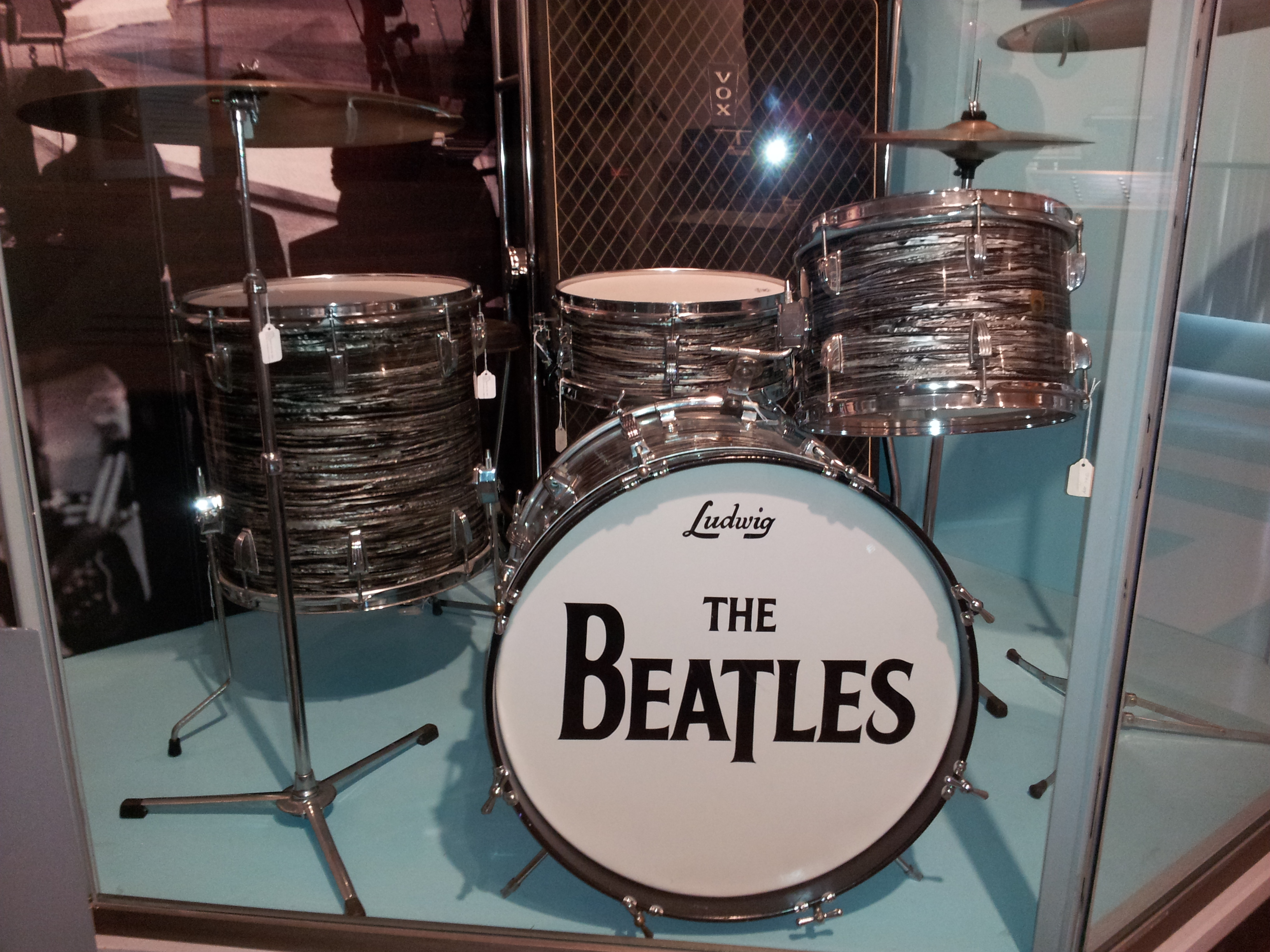
درام لودویگ، نسخه امضای رینگو استار از بیتلز مدل مروارید صدف سیاه.
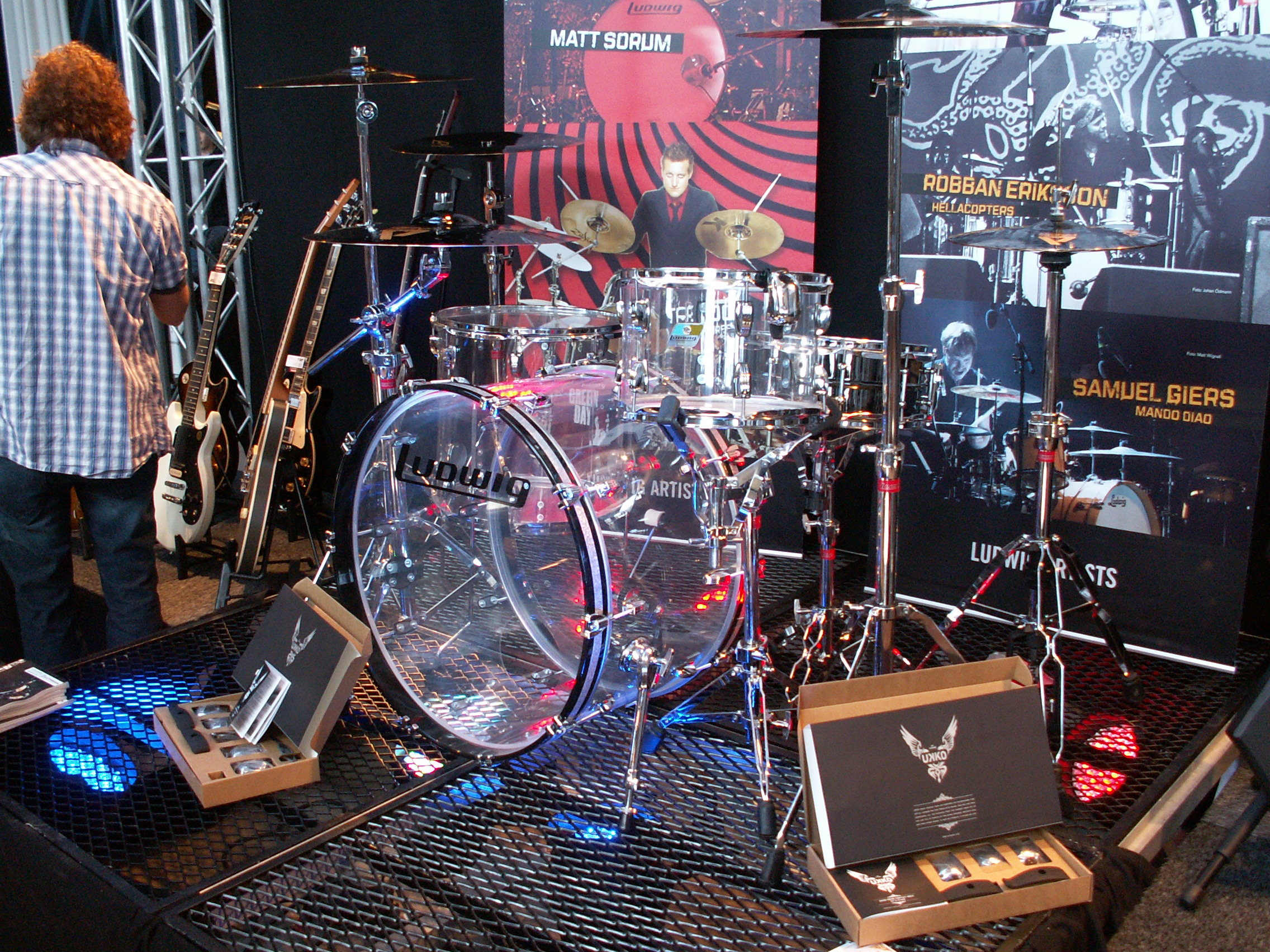
درام شفاف لودویگ مدل ویستالیت.
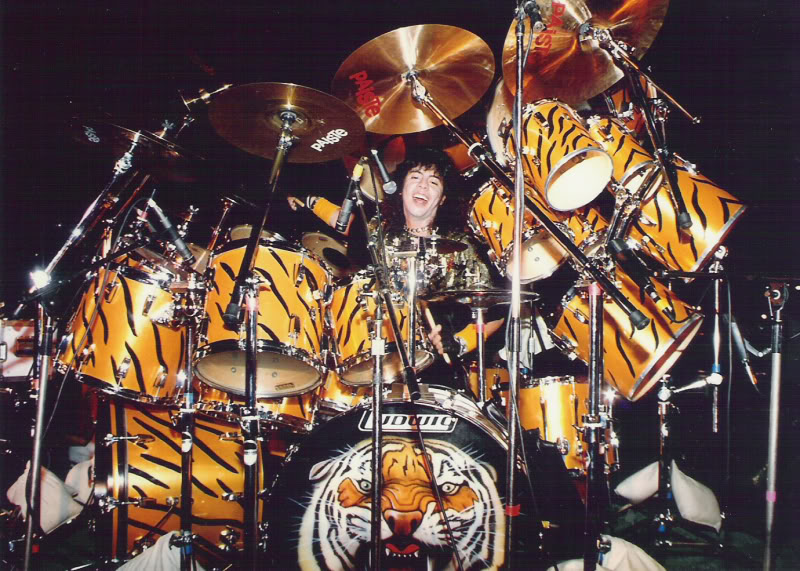
درام ۱۱۴ تکه لودویگ ثبت شده در رکوردهای جهانی گینس متعلق به لوئیس کاردناس از رنگید.
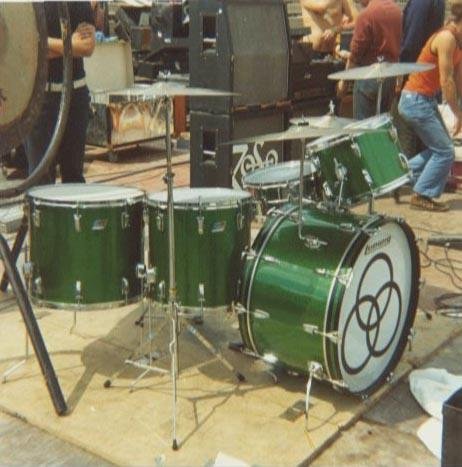
درام لودویگ، نسخه امضای جان بونام از لد زپلین مدل درخشش سبز.
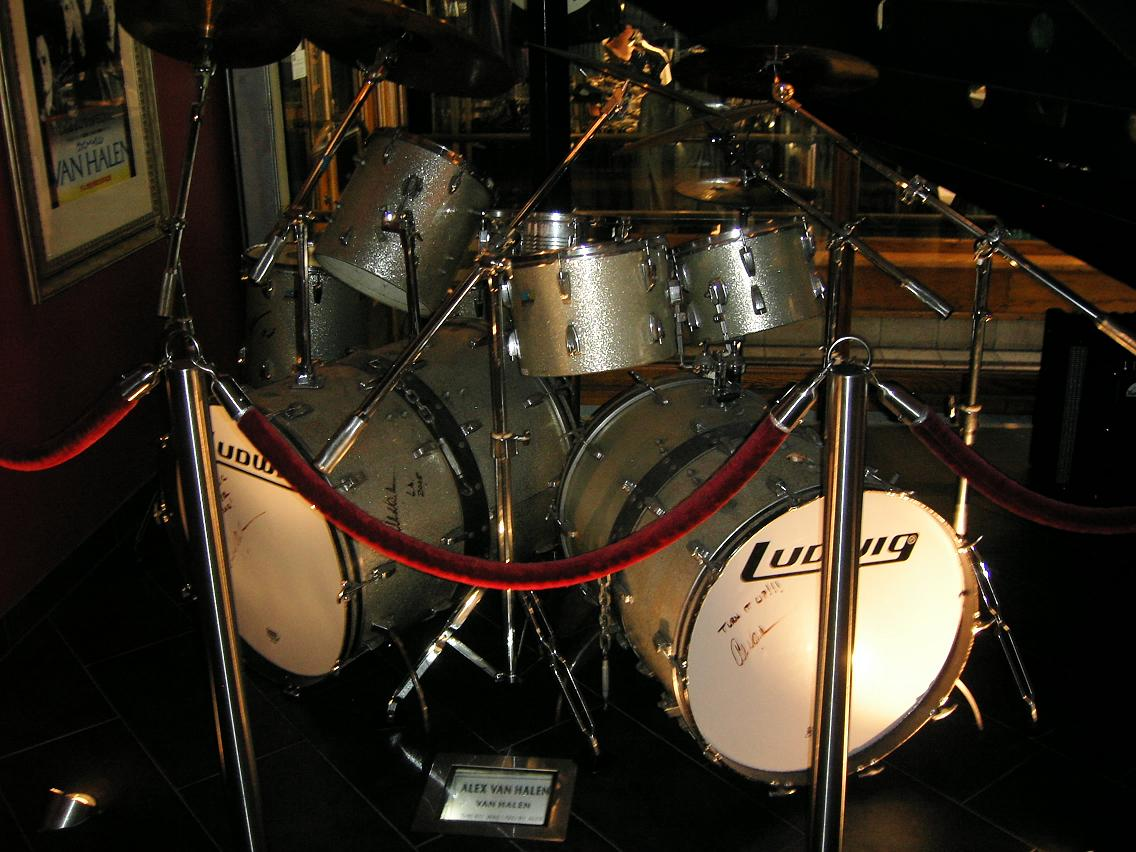
درام لودویگ مورد استفاده الکس ون هیلن.
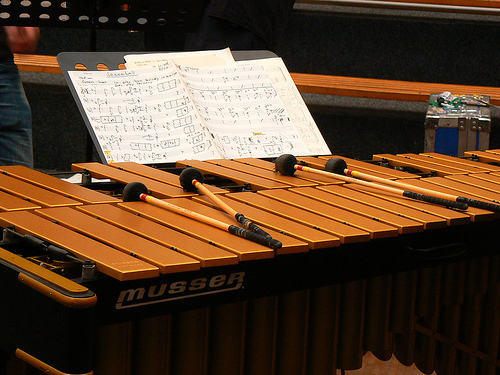
ویبرافون ماسر.
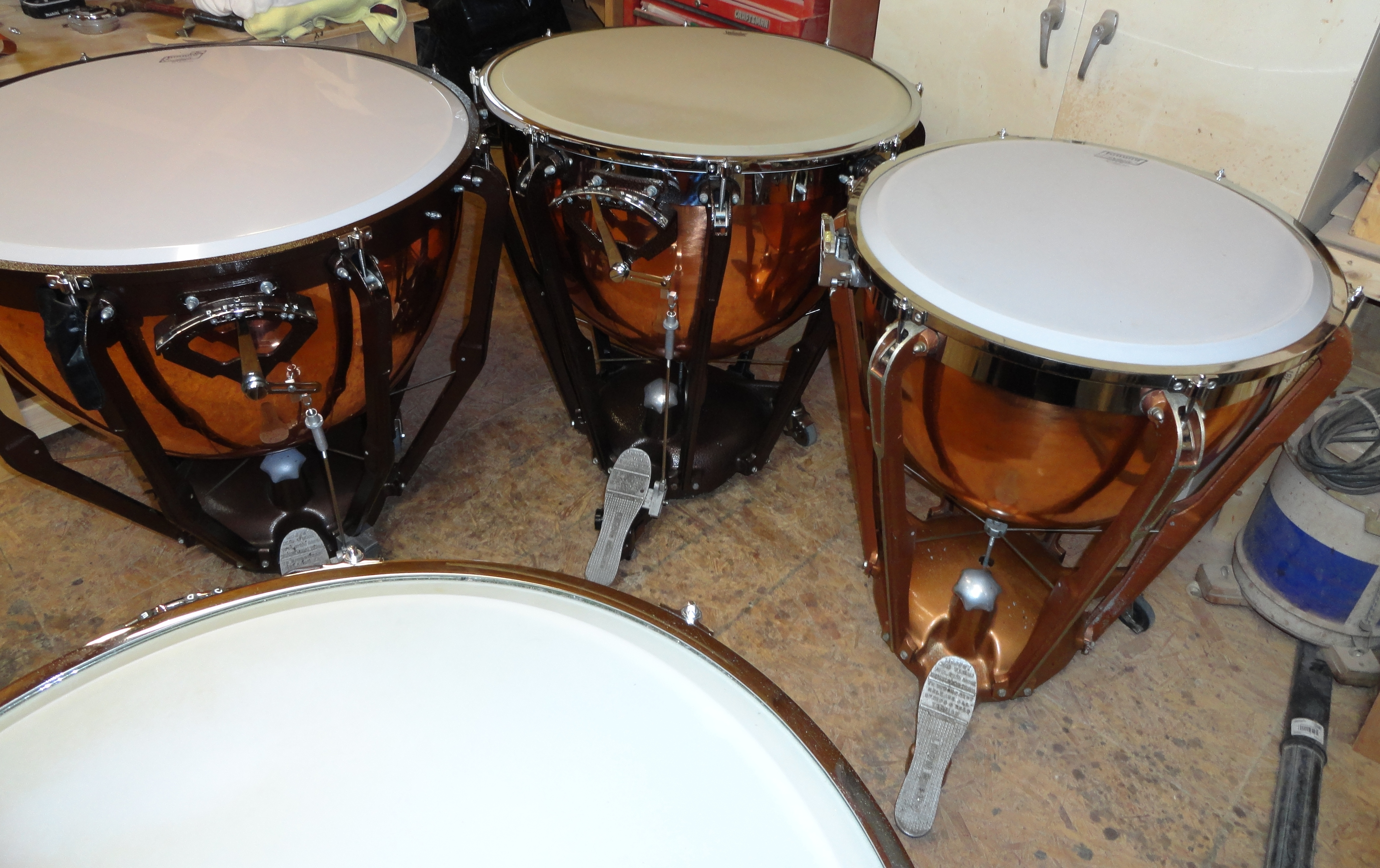
تیمپانی لودویگ.